# ERIKA (AV女優)
ERIKA（日語：ERIKA，1988年7月7日—），日本前AV女優。所屬事務所是名東（現在是DINO），舊藝名是「摩卡（モカ，MOKA）」。
2011年5月改名為「ERIKA」，所屬事務所移到ARROWS。同年9月從AV女優引退。2015年1月復出，2018年3月引退。

## 個人簡歷
身體非常柔軟。
2007年9月以『新人×ギリギリモザイク 新人ギリギリモザイク モカ』為出道作，並成為S1的專屬女優在AV界出道。
2008年9月成為Wanz Factory的專屬女優。
2011年5月以「ERIKA」為新藝名開始活動，但於同年9月引退。
2015年1月再開始活動。
2018年3月31日引退。

## 電視演出
- おねがい!マスカット （2008年4月7日 - 、東京電視台）

## 外部連結
- 公式ブログ　 （页面存档备份，存于）
- 公式ブログ （页面存档备份，存于）2011年5月～
- 所属事務所プロフィール （页面存档备份，存于）
- ERIKA(moka)的X（前Twitter）
- ERIKA (AV女優) - X CITY AV女優圖鑑